# Concrete (Kin Ping Meh)
Concrete is een dubbelalbum van de Duitse rockband Kin Ping Meh met liveopnames. De muziek werd opgenomen tijdens een toer in de herfst van 1975. Conny Plank en Klaus Bohlmann waren geluidstechnici van dienst. Het album werd in 1976 uitgebracht door Nova Records. De albumhoes is geïnspireerd op de hoes van het vorige album, Virtues & Sins uit 1974, met een tekening van het Vrijheidsbeeld. Beide hoezen werden door Günter Blum ontworpen.

## Tracklist
| Nr. | Titel               | Schrijver(s)             | Duur |
| --- | ------------------- | ------------------------ | ---- |
| 1.  | Light Entertainment | Mrozeck, Harrison, Weber | 4:15 |
| 2.  | Come Together       | Lennon-McCartney         | 5:35 |
| 3.  | Too Many People     | Weber, Stephan           | 4:27 |
| 4.  | Me and I            | Mrozeck, Harrison, Weber | 4:43 |

| Nr. | Titel                       | Schrijver(s)            | Duur |
| --- | --------------------------- | ----------------------- | ---- |
| 5.  | I Want to Die a Millionaire | Klöber, Harrison        | 8:01 |
| 6.  | Night-Time Glider           | Wroe, Mrozeck, Harrison | 6:48 |

| Nr. | Titel                   | Schrijver(s)             | Duur  |
| --- | ----------------------- | ------------------------ | ----- |
| 7.  | East Winds              | Klöber, Harrison         | 7:04  |
| 8.  | High Time Whiskey Flyer | Wroe, Mrozeck, Harrison  | 11:54 |
| 9.  | Blue Horizon            | Mrozeck, Harrison, Weber | 7:19  |

| Nr. | Titel                  | Schrijver(s)            | Duur |
| --- | ---------------------- | ----------------------- | ---- |
| 10. | Dancing in the Street  | Gaye, Stevenson         | 3:39 |
| 11. | Don't Force Your Horse | Gassenmeier, Gross      | 4:43 |
| 12. | Good Time Gracie       | Wroe, Mrozeck, Harrison | 3:42 |
| 13. | Rock is the Way        | Schmitt, Mrozeck        | 6:43 |

## Bezetting
- Alan "Joe" Wroe - basgitaar
- Charlie Weber - drums, percussie
- Gagey Mrozeck - gitaar
- Chris Klöber - keyboard
- Geff Harrison - zang